# Eleanor Jane Taylor Calverley
Pour les articles homonymes, voir Calverley.
Eleanor Calverley, M.D. (1887 - 1968) est la première missionnaire médicale au Koweït à gagner la confiance des femmes arabes à qui il était interdit de consulter des médecins masculins.

## Biographie
Née à Woodstock, dans le New Jersey, le 24 mars 1887, de William Lewis et Jane Long Hillman Taylor, Eleanor Calverley fait ses études dans les écoles publiques de New Haven, dans le Connecticut. Elle poursuit des études de médecine au Women's Medical College de Pennsylvanie, où elle obtient son diplôme en 1908. Le 6 septembre 1909, Eleanor épouse Edwin Elliott Eleanor Calverley, missionnaire et spécialiste des études arabes et islamiques, avec qui elle suit une formation pour travailler dans la péninsule arabique. Ils se rendent ensemble au Koweït en 1911 et y ont travaillé pendant de nombreuses années. Ils ont eu trois filles : Grace, Elisabeth et Eleanor.
Elle est la première femme médecin au Koweït. Pour fournir des soins médicaux à la population en général et aux femmes koweïtiennes en particulier, elle a ouvert un petit dispensaire relié à sa maison. En 1919, sous sa direction, le premier hôpital pour femmes au Koweït est créé. Dans ses mémoires, elle écrit :

« Nous avons vu à la fois la richesse et la pauvreté parmi les populations arabes et perses du Koweït. Certaines familles perses étaient riches ; mais il y en avait d'autres, récemment immigrées de Perse, qui n'avaient d'autre maison que le sable à côté d'un bateau dressé sur le rivage. Leur seule protection était un rideau de toile de sac, fixé au-dessus d'eux sur le côté du bateau et enfoncé dans le sable. Les esclaves africains affranchis, privés du soutien de leur ancien maître, étaient aussi souvent démunis. De ceux-là, nous ne pouvions exiger aucun droit pour le service médical. »